# Сян-Белгин, Хасыр Бикинович
Хасы́р Бики́нович Сян-Белги́н (калм. Сән-Белгин Хаср, 12 (25).09.1909 г., Булмукта, Бога-Цохуровский улус (сегодня — Юстинский район, Калмыкия), Астраханская губерния, Российская империя — 1980 г., Элиста, Калмыцкая АССР, РСФСР) — калмыцкий поэт, писатель, переводчик, народный поэт Калмыцкой АССР.

## Биография
Хасыр Сян-Белгин родился 12 сентября 1909 года в урочище Булмукта в бедной семье. После смерти отца воспитывался в детдоме. Окончив советскую партийную школу, работал в Юстинском районе.
29 марта 1937 года Хасыр Сян-Белгин был обвинён в троцкизме со страниц калмыцкой газеты «Улан багчуд». В этом же году был арестован по обвинению в контрреволюционной пропаганде и сослан на Колыму, откуда он был освобождён в 1945 году. Из ссылки вернулся на родину весной 1953 года.
Хасыр Сян-Белгин находился в дружеских отношениях с начинающим поэтом Санджи-Ара Байдыевым, которому помогал в его литературной деятельности. Был наставником и поддерживал в литературной деятельности начинающего поэта и писателя-фронтовика Андрея Джимбиева.

## Награды и звания
- орден Дружбы народов (28.09.1979)
- орден «Знак Почёта» (28.10.1967)
- медали
- Народный поэт Калмыцкой АССР (1966)

## Творчество
С 1926 года, будучи начинающим поэтом вместе с Нимгиром Манджиевым и Аксеном Сусеевым участвовал в литературном кружке при калмыцкой газете «Таңhчин зəңг».
Первые произведения Хасыра Сян-Белгина стихотворение «Волна» и сатирическая пьеса «Выход из темноты» были опубликованы в 1929 году в калмыцком литературном журнале «Мана келн» («Наш язык»). В 1933 году вышел первый сборник рассказов «Шулмусы», в 1934 году — вышел сборник стихотворений «Дорога».
Хасыр Сян-Белгин занимался переводами на калмыцкий язык произведений А. С. Пушкина, М. Ю. Лермонтова, М. Горького.
В 1935 году вышла поэма «Борец-сирота», которая в ноябре 1936 года стала дебютной постановкой первого в истории Калмыцкого драматического театра.
После возвращения из ссылки в 1953 году Хасыр сян-Белгин написал рассказ «Хлеб и жизнь» о своём пребывании на Колыме.

## Сочинения

### На калмыцком языке
- Шулмусы, рассказы, Элиста, 1933 г;
- Дорога, стихи, Элиста, 1934 г;
- Пастушок, очерк, Элиста, 1934 г;
- Борец-сирота, Элиста, 1935 г.;
- Стихи и поэмы, Элиста, 1935 г.;
- Простые люди степи, рассказы, Элиста, 1961 г.;
- Мелодии времени, сборник стихов, Элиста, 1961 г.;
- Верные друзья, поэма, Элиста, 1961 г.;
- Крылатая молодость, Элиста, 1962 г.;
- С восходом солнца, сборник стихов, Элиста;
- Благодатное утро, сборник стихов, Элиста.

### На русском языке
- Верность, сборник стихов, Элиста, 1959 г.;
- Белый берег, рассказы, Элиста, 1962 г.

## Источник
- Большая Советская энциклопедия: В 30 т. — 3-е изд. — М., 1969—1978, том: 25, стр. 154
- Джимгиров М. Э., Писатели Советской Калмыкии. Биобиблиографический справочник, Элиста, 1966, стр. 154—162